# Xanthorhoe degenerata
Xanthorhoe degenerata är en fjärilsart som beskrevs av Barend J. Lempke 1950. Xanthorhoe degenerata ingår i släktet Xanthorhoe och familjen mätare. Inga underarter finns listade i Catalogue of Life.